# Amanita colombiana
Amanita colombiana é um fungo que pertence ao gênero de cogumelos Amanita na ordem Agaricales. Foi descrito cientificamente pela primeira vez em 1992 por Tulloss, Ovrebo e Halling.